# Pucu
El pucu (Kobus vardonii) és un antílop que viu en herbassars humits del sud de la República Democràtica del Congo i a Zàmbia.
Els pucus mesuren uns 80 centímetres a l'espatlla i pesen 70-80 quilograms. Els pucus tenen un color marró sorrenc, amb el ventre d'un marró lleugerament més clar. El seu pelatge és més bast que antílops de mida similar com el redunca comú, el cob lichi o l'impala, o l'oribí, més petit. Els mascles tenen unes banyes de 50 centímetres de llarg amb una forma molt vaga de lira.